# Tournoi d'échecs de Saint-Pétersbourg 1914

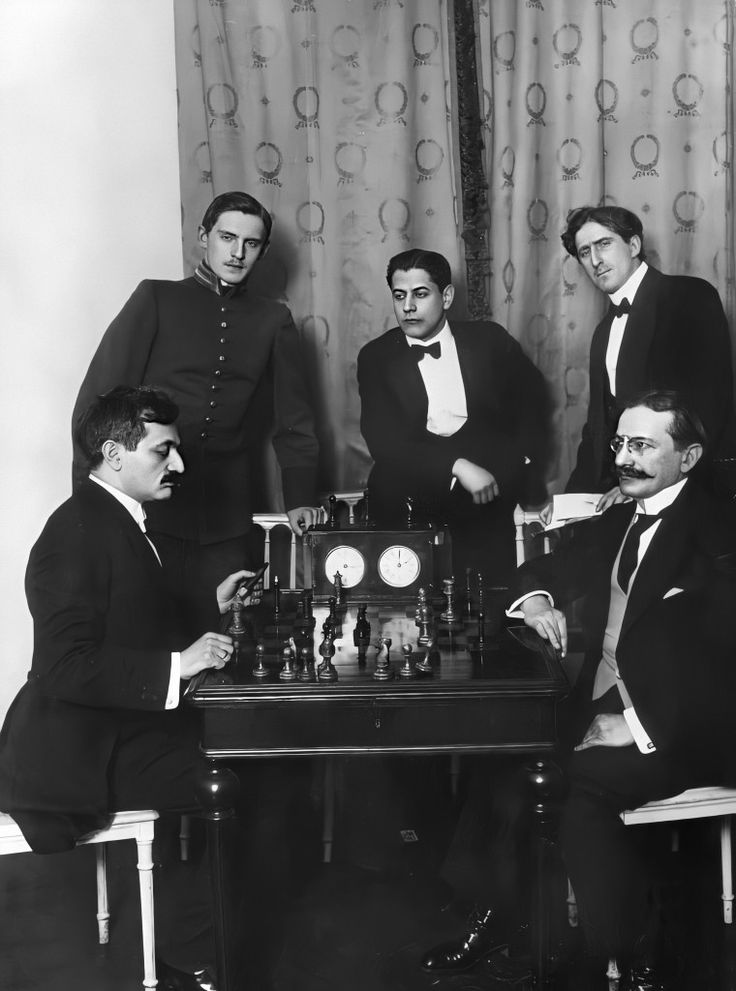
Les cinq premiers du tournoi de Saint-Pétersbourg en 1914 : Lasker (assis à gauche), Alekhine (debout à gauche), Capablanca, Marshall et Tarrasch (assis à droite).

Le tournoi d'échecs de Saint-Pétersbourg 1914 était organisé par le club d'échecs de Saint-Pétersbourg du 21 avril au 22 mai 1914. Il fut remporté par le champion du monde Emanuel Lasker devant les futurs champions du monde José Raul Capablanca et Alexandre Alekhine, suivis des prétendants au championnat du monde Siegbert Tarrasch et Frank Marshall. 
C'était la première fois que Lasker affrontait Capablanca. Il le devança d'un demi-point au classement final après l'avoir battu dans l'avant-dernière ronde.
Akiba Rubinstein finit 6e-7e. En conséquence, les négociations qu'il avait entreprises pour organiser un match contre le champion du monde furent reportées après ses résultats décevants et ce fut Capablanca qui affronta Lasker après la Première Guerre mondiale (en 1921).

## Participants
Des invitations avaient été envoyées à tous les maîtres qui avaient remporté au moins un tournoi international.
Participaient au tournoi :
- quatre Russes (champions de Russie) : Alexandre Alekhine, Ossip Bernstein, Aaron Nimzowitsch, Akiba Rubinstein ;
- deux Allemands : Emanuel Lasker (champion du monde) et Siegbert Tarrasch ;
- deux Britanniques : Joseph Henry Blackburne et Isidor Gunsberg (né en Hongrie) ;
- un Cubain : José Raul Capablanca ;
- un Américain (champion des États-Unis) : Frank Marshall et
- un Français : David Janowski (né en Pologne).

Les joueurs de l'Empire austro-hongrois : Geza Maroczy, Carl Schlechter, Rudolf Spielmann, Oldrich Duras, Milan Vidmar, ainsi que Xavier Tartakover ne purent participer du fait des tensions avec la Russie.
Amos Burn et Szymon Winawer déclinèrent l'invitation du fait de leur âge ainsi que l'Allemand Richard Teichmann.

## Organisation

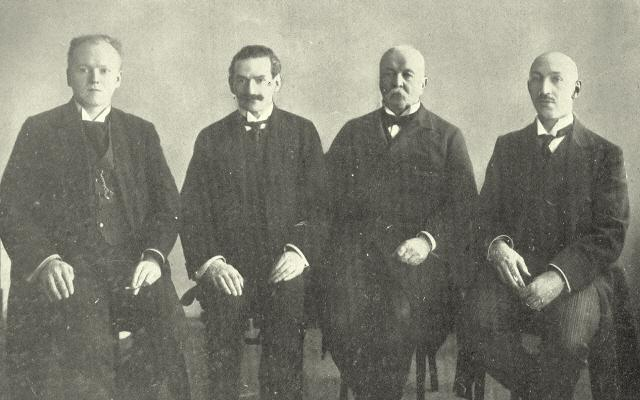
Organisateurs du tournoi de Saint-Pétersbourg 1914 : P.P. Sabourov, I. Sossnitski, P. A. Sabourov et Boris Malioutine.

Le tournoi était organisé en deux parties : un tournoi préliminaire suivi d'une finale entre les cinq premiers. 
Dans la première phase, onze des meilleurs joueurs du monde s'affrontaient une fois dans un tournoi toutes rondes. Dans une seconde phase, les cinq premiers se rencontraient deux fois dans un tournoi à deux tours. Les résultats des deux tournois étaient cumulés pour déterminer le classement final.

## Classement final
1. Emanuel Lasker : 13,5 / 18 (+10 −1 =7) remporta 1200 roubles
2. José Raul  Capablanca : 13 / 18 (+10 −2 =6) gagna 800 roubles
3. Alexandre Alekhine : 10 (+6 −4 =8) reçut 500 roubles
4. Siegbert Tarrasch : 8,5 (+5 −6 =7) reçut 300 roubles
5. Frank Marshall : 8 (+4 −6 =8) gagna 250 roubles

Lasker reçut 4 500 roubles pour venir disputer son premier tournoi depuis cinq ans (sa dernière participation à un tournoi était à Saint-Pétersbourg en 1909).

## Résultats

### Tournoi préliminaire
| Rang | Joueur                  | Cap. | Las. | Tar. | Alek. | Mar. | Bern. | Rub. | Nim. | Bla. | Jan. | Gun. | Total |
| ---- | ----------------------- | ---- | ---- | ---- | ----- | ---- | ----- | ---- | ---- | ---- | ---- | ---- | ----- |
| 1    | José Raúl Capablanca    | *    | =    | =    | 1     | =    | 1     | =    | 1    | 1    | 1    | 1    | 8     |
| 2-3  | Emanuel Lasker          | =    | *    | =    | =     | =    | 0     | 1    | =    | 1    | 1    | 1    | 6,5   |
| 2-3  | Siegbert Tarrasch       | =    | =    | *    | =     | =    | 1     | =    | 1    | 1    | 0    | 1    | 6,5   |
| 4-5  | Alexander Alekhine      | 0    | =    | =    | *     | 1    | =     | 1    | =    | =    | =    | 1    | 6     |
| 4-5  | Frank Marshall          | =    | =    | =    | 0     | *    | 1     | =    | =    | 1    | 1    | =    | 6     |
| 6-7  | Ossip Bernstein         | 0    | 1    | 0    | =     | 0    | *     | =    | =    | =    | 1    | 1    | 5     |
| 6-7  | Akiba Rubinstein        | =    | 0    | =    | 0     | =    | =     | *    | =    | =    | 1    | 1    | 5     |
| 8    | Aron Nimzowitsch        | 0    | =    | 0    | =     | =    | =     | =    | *    | 0    | =    | 1    | 4     |
| 9-10 | Joseph Henry Blackburne | 0    | 0    | 0    | =     | 0    | =     | =    | 1    | *    | 0    | 1    | 3,5   |
| 9-10 | David Janowski          | 0    | 0    | 1    | =     | 0    | 0     | 0    | =    | 1    | *    | =    | 3,5   |
| 11   | Isidor Gunsberg         | 0    | 0    | 0    | 0     | =    | 0     | 0    | 0    | 0    | =    | *    | 1     |

### Finale
Dans la 18e et avant-dernière ronde, Lasker battit Capablanca qui était en tête pour remporter le tournoi d'un demi-point.
| Rang | Joueur               | Lask. | Cap. | Alek. | Tart. | Marsh. | Total en finale | Tournoi préliminaire | Total tournoi |
| ---- | -------------------- | ----- | ---- | ----- | ----- | ------ | --------------- | -------------------- | ------------- |
| 1    | Emanuel Lasker       | **    | =1   | 11    | 1=    | 11     | 7               | 6,5                  | 13,5          |
| 2    | José Raúl Capablanca | =0    | **   | =1    | 10    | 11     | 5               | 8                    | 13            |
| 3    | Alexander Alekhine   | 00    | =0   | **    | 11    | 1=     | 4               | 6                    | 10            |
| 4    | Siegbert Tarrasch    | 0=    | 01   | 00    | **    | 0=     | 2               | 6,5                  | 8,5           |
| 5    | Frank James Marshall | 00    | 00   | 0=    | 1=    | **     | 2               | 6                    | 8             |